# Mira Calix
Mira Calix, née le 28 octobre 1969 à Durban en Afrique du Sud et morte le 25 mars 2022 à Bedford au Royaume-Uni,, nom de scène de Chantal Francesca Passamonte, est une compositrice, plasticienne sonore et interprète britannique d'origine sud-africaine.

## Biographie
Bien que Mira Calix ait débuté dans le domaine de la musique exclusivement électronique, elle a incorporé depuis les années 2000 des instrumentations classiques dans ses œuvres pour des performances, des enregistrements et des installations. Elle a travaillé sous le label anglais Warp Records.
Elle meurt le 25 mars 2022 à son domicile de Bedford.

## Discographie

### EP/Singles
- 1996 : Ilanga (Warp)
- 1998 : Pin Skeeling (Warp)
- 2000 : Peel Session TX 09/03/00 (Warp)
- 2001 : Prickle (Warp)
- 2003 : Nunu (Warp)
- 2004 : 3 Commissions (Warp)
- 2008 : The Elephant in the Room: 3 Commissions (Warp)
- 2014 : If Then While For (The Vinyl Factory)
- 2019 : Utopia (Warp)
- 2021 : Absent Origin

### Albums
- 2000 : One on One
- 2003 : Skimskitta
- 2007 : Eyes Set   Against the Sun
- 2010 : Lost Foundling 1999-2004 (collaboration avec Mark Clifford de Seefeel)

### Bandes sons
- 2008 : Transparent Roads
- 2009 :
  - Onibus
  - Shot List (Khala)

### Compilation
- 1998 : We Are Reasonable People, Warp Records